# مجرة مفرغة الهواء القزمة
قزمة مفرغة الهواء مجرة قزمة كروية / غير منتظمة. تقع على بعد حوالي 1.3 فرسخ فلكي مايعادل (4.3 مليون سنة ضوئية)0.02 من الأرض في إتجاة كوكبة مفرغة الهواء وهي العضو الرابع وألاخفت في مجموعة مفرغة الهواء القريبة تحتوي قزمة مفرغة الهواء على نجوم من جميع الأعمار، وعلى كميات كبيرة من الغاز ويعتقد أن قزمة مفرغة الهواء تتفاعل مديا مع المجرة الصغيرة المجرة الحلزونية الضلعية إن جي سي 3109،

## الإكتشاف
تم تصنيفها لأول مرة في عام 1985 من قبل H. كوروين، جيرار دي Vaucouleurs، وأ. دي Vaucouleurs. و في وقت لاحق في عام 1985 و 1987 لوحظ من قبل مجموعتين من علماء الفلك من ضمنها مجموعة بحث تابعة لجامعة كمبردج تتكون من لان وايتنج، مايك ايروين وجورج هاو خلال مسح للسماء الشمالية عام 1997، وأعلنوا أنها تدخل من ضمن تجمعنا المحلي.و انها مجرة قزمة قريبة
وتم تحديد بعدها بحوالي 1.3 فرسخ فلكي وفي عام 1999 تم تحديد قزمة مفرغة الهواء من قبل سيدني فان دن بيرغ كعضو رابع من مجموعة مفرغة الهواء المجموعة الأقرب إلى المجموعة المحلية

## خصائص
تم تصنف قزمة مفرغة الهواء مؤخرا على أنها مجرة إهليلجية قزمة من النوع dE3.5، أو مجرة قزمة كروية (dSph) أو مجرة انتقالية من كروية إلى غير نظامية (dSph / IRR)
ويرجع ااتصنيف الأخير إلى تشكل نجم في هذه المجرة خلال 0.1 مليار سنة الماضية. تبعد عنا مجرة قزمة مفرغة الهواء حوالي 4,300,000 سنة ضوئية ويبلغ قطرها حوالي 5,500 سنة ضوئية وهي من المجرات القديمة مثل باقي مجرات القزمة في التجمع المحلي، وخلافا لباقي المجرات من نفس نوعها يوجد بها كميات ضخمة من ذرات غاز الهيدروجين، ومركزها ذو كتلة تقدر بحوالي 800,000 كتلة شمسية